# Pełczyce (Domaniów)
Pełczyce (deutsch Peltschütz) ist ein Dorf in Niederschlesien. Der Ort liegt in der Landgemeinde Domaniów im Powiat Oławski in der polnischen Woiwodschaft Niederschlesien.

## Geographie

### Geographische Lage
Das Straßendorf Pełczyce liegt acht Kilometer östlich vom Gemeindesitz Domaniów (Thomaskirch), ca. sieben Kilometer südwestlich von der Kreisstadt Oława (Ohlau) und rund 33 Kilometer südöstlich der Woiwodschaftshauptstadt Breslau. Der Ort liegt in der Nizina Śląska (Schlesische Tiefebene) innerhalb der Równina Wrocławska (Breslauer Ebene).
Südwestlich des Ortes verläuft die Autostrada A4. Durch den Ort führt die Woiwodschaftsstraße Droga wojewódzka 396.

### Nachbarorte
Nachbarorte von Pełczyce sind im Norden Marszowice (Marschwitz), im Osten Niwnik (Niefnig), im Südosten Bolechów (Bulchau), im Südwesten Brzezimierz (Wüstebriese) und im Westen Polwica (Polwitz).

## Geschichte
Der Ort wurde 1322 erstmals als Pelczicz erwähnt. Weitere Erwähnung erfolgten 1361 als Poltschicz sowie 1374 als Poltschiz.
Nach dem Ersten Schlesischen Krieg 1742 fiel Peltschütz zusammen mit dem größten Teil Schlesiens an Preußen. 1783 zählte der Ort ein Vorwerk, eine Mühle, neun Haushalte sowie 76 Einwohner.
Nach der Neugliederung Preußens gehörte die Landgemeinde Peltschütz ab 1815 zur Provinz Schlesien und war ab 1816 dem Landkreis Ohlau eingegliedert. 1874 wurde der Amtsbezirk Goy gegründet, welcher die Landgemeinden Goy, Marschwitz und Peltschütz und die Gutsbezirke Marschwitz und Peltschütz umfasste. 1885 zählte der Ort 73 Einwohner.
1933 zählte der Ort 122, 1939 wiederum 120 Einwohner. Bis 1945 befand sich der Ort im Landkreis Ohlau.
Als Folge des Zweiten Weltkriegs fiel Peltschütz wie fast ganz Schlesien 1945 an Polen, wurde in Pełczyce umbenannt und der Woiwodschaft Breslau angegliedert. Die deutsche Bevölkerung wurde, soweit sie nicht vorher geflohen war, weitgehend vertrieben. Die neu angesiedelten Bewohner waren zum Teil Heimatvertriebene aus Ostpolen. 1999 kam der Ort zum Powiat Oławski in der Woiwodschaft Niederschlesien.